# 安纳托利亚之鹰
安纳托利亚之鹰（全称：安纳托利亚之鹰军事演习）是由土耳其空军在土耳其科尼亞省空军基地举办的一个空军训练项目，主要由美国、以色列以及一些北约的国家参加，在欧洲和西亚周边地区比较出名。在2010年10月11日－10月22日举行的安纳托利亚之鹰－10/3（AE-10/3）军事训练中，由于有中国人民解放军空军的参加而备受世界各方的关注。这也是中国军方首次与一个北约成员国进行的联合军事演练。

## 简介
土耳其处于亚洲与欧洲连接处的军事要地，周边政治环境极不稳定。20世纪末，在土耳其周边先后爆发了海湾战争、波黑战争、科索沃战争和伊拉克战争，这些战争充分让土耳其认识到了空军在现当代战争中的重要作用。于是土耳其空军以应对现代高科技战争为目的，参照美国空军的红旗演习，在2001年6月首次举办了安纳托利亚之鹰军事演习。

## 历次训练
截至2010年11月，战术训练中心共组织了27次不同规模的演习，最大一次有6个国同时参加。主要参加国为土耳其、美国、以色列、巴基斯坦以及一些北大西洋公约组织的国家。
安纳托利亚之鹰军事训练在2010年之前的中文媒体中并不经常报道，直到的安纳托利亚之鹰-10/3（2010年10月11-22日）由于中国人民解放军空军派出战斗机参加训练才被媒体争相报道。

## 安纳托利亚之鹰-10/3
在2010年10月11-22日举行的安纳托利亚之鹰-10/3军事训练由于有中国人民解放军空军的参加而备受世界各方的关注。中華人民共和國國旗一度在其官方网站首页出现，现在已被撤掉。
在受到土耳其方面的邀请后，中国人民解放军空军派出数架苏-27从新疆起飞，途径巴基斯坦和伊朗，横跨6000千米，抵达土耳其境内科尼亞省空军基地参加安纳托利亚之鹰-10/3军事训练。这是中国人民解放军空军首次参加了北约模式下的军事演习。对此美国方面在私下对土耳其表示不满，并对土耳其施加压力，防止土耳其方面在演习过程中泄露重要的美国武器技术和北约空军战术。果然，土耳其在于中国进行的空军演练中并没有使用F-16战机，而使用了相对落后的F-4战机。
由于这次军事演练备受中華人民共和國境內军事爱好者的关注，而演练完毕后中国和土耳其两国并没有对外透露过多这次演练的信息，这使得中国大陆的网民发表了许多悲观的猜测。其中，“苏-27零比八惨败给F-4”的谣言在网络上流传甚广。对此，空军机关有关部门证实“中国空军与土耳其空军进行空战演练时遭惨败”的说法纯属谣言。